# Rayo Vallecano (baseball)
Il Rayo Vallecano è stato una squadra di baseball spagnola con sede a Madrid, sezione sportiva dell'omonima società di calcio.

## Storia
Sul modello delle squadre concittadine del Real e dell'Atlético, nel 1966 il presidente del Rayo, Pedro Roiz Cossío, decise di fondare una sezione sportiva di baseball. In due anni la nuova squadra raggiunse la massima serie spagnola e già nel 1970 divenne campione nazionale, rimanendo peraltro imbattuta nel corso della stagione. L'anno seguente il Rayo prese così parte alla Coppa dei Campioni, nella quale ai quarti di finale sconfisse il Paris Université Club per 35-4, ma fu eliminato dai campioni in carica, nonché futuri campioni, del Milano Baseball per 7-5. Nel 1973 la sezione di baseball fu sciolta per volere del nuovo presidente: fu allora assorbita dalla squadra madrilena El Corte Inglés.

## Palmarès
- Campionati spagnoli: 1

1970